# Petro Marko
Œuvres principales
Hasta La Vista
Nata e Ustikës
Petro Marko est un écrivain albanais né le 25 novembre 1913 à Dhërmi en Albanie et mort le 27 novembre 1991 à Tirana. Son roman le plus connu, Hasta La Vista, raconte ses expériences en tant que volontaire des Brigades internationales pendant la guerre civile espagnole. Il est considéré comme l'un des pères fondateurs de la prose albanaise moderne.

## Biographie
Petro Marko naît à Dhërmi, dans le sud de l' Albanie, le 25 novembre 1913. Il commence à écrire à l'âge de vingt ans et ses premiers travaux sont publiés dans des revues — Lirija, Shqipëria e Re, Bota e Re et Koha e Re — avec le soutien d'Ernest Koliqi son mentor. À partir du 1er mars 1936, il devint le rédacteur en chef d'ABC, une revue littéraire bientôt interdite par les autorités monarchistes, qui le font arrêter et interner.
En août 1936, il rejoignit le bataillon Garibaldi des forces républicaines de la guerre civile espagnole avec d'autres Albanais notables comme Mehmet Shehu, Asim Vokshi et Thimi Gogozoto. 
Pendant la guerre d'Espagne il publie à Madrid avec son compatriote Skënder Luarasi le journal albanais Vullnëtari i Lirisë (« Volontaire de la liberté ») dont seuls deux numéros paraissent. En 1940 après avoir été rapatrié de France en Albanie, il est arrêté par l'armée italienne, emprisonné à Bari puis envoyé avec 600 autres prisonniers à Ustica, une île de la mer Tyrrhénienne où il est interné de 1941 à 1943. Sa captivité se termine à la prison de Regina Coeli près de Rome en 1944.
En octobre 1944, il rejoint les forces du Mouvement de libération nationale albanais. 
Après la guerre, il devient rédacteur en chef du périodique Bashkimi (« L'Unité »). Mais il est à nouveau jeté en prison sur l'ordre du ministre de la Défense Koçi Xoxe de mai 1947 à mai 1949 : il est accusé d'avoir donné des informations aux Anglo-Américains sous couvert de son activité littéraire.  Il décrit son séjour dans la prison communiste dans son Entretien avec moi-même : Nuages et Pierres ( (en albanais : Intervistë me vetveten: Retë dhe gurët), un ouvrage où il exprime aussi son identité albanaise, compte tenu de ses origines dans la région controversée Himara. 
Il meurt le 27 novembre 1991. 

## Hommages
En 2003 le président de l'Albanie Alfred Moisiu lui attribue à titre posthume la médaille d'Honneur de la nation (en albanais : Nderi i Kombit). 
En 2009, une place à Dhermi est dédiée à sa mémoire lors d'une cérémonie dirigée par le Premier ministre Sali Berisha. Le théâtre principal de Vlorë porte son nom.

## Œuvres
Ses œuvres les plus connues sont :
- Hasta La Vista, largement influencée par ces expériences de guerre, publiée à Tirana en 1958 ;
- Nata e Ustikës (« La Nuit d'Ustica »), réédité sous le nom de Një natë e dy agime (« Une nuit et deux aubes »), un roman de 380 pages racontant la vie de prisonniers au camp de travail d'Ustica[3]
- Rrugë pa rrugë (« Sur et hors piste »), un recueil de 204 pages de contes écritsdans ses premières années d'activité de 1933 à 1937, publié en 1964 ;
- Një emër në katër rrugë (« Un nom au carrefour »), roman dont l'intrigue se situe à l'époque monarchiste. Il est immédiatement interdit à sa parution en 1973, et ne sort finalement qu'en 1982.

De nombreuses œuvres de Marko présentent des motifs surréalistes, comme son roman Qyteti i fundit (« La Dernière Ville »), qui dépeint la fin de l'occupation italienne de l'Albanie ;